# نيشان رواد ليبيريا
وسام رواد ليبيريا أو وسام الرواد الأعظم رسميًا من رتبة فارس لرواد جمهورية ليبيريا هو وسام مقدم من حكومة ليبيريا . قد يتم تقديم الوسام إلى المواطنين الليبيريين أو الأجانب نظير تقديمهم خدمات متميزة في الشؤون الدولية أو الحكومة أو الدين أو الفن أو العلم أو التجارة ، وكذلك للأعمال الخيرية وأعمال البطولة والشجاعة.

## الطبقات
يتم تقديم الطلب في الفئات الخمس التالية:
- جراند كوردون
- قائد الفارس
- قائد
- ضابط
- فارس

## المستلمون
- برافيد دبليو هاريس [1]
- جودلاك جوناثان [2]
- جون كوفور [3]
- بات نيكسون [4]
- هيفيكيبوني بوهامبا [5]